# Rosa pastel (canción de Peso Pluma y Jasiel Núñez)
«Rosa pastel» (estilizado en mayúsculas) es una canción interpretada los cantantes mexicanos Peso Pluma y Jasiel Núñez. Fue lanzado el 20 de abril de 2023, como sencillo principal de la edición original del álbum Génesis de Peso Pluma. La canción fue escrita y producida por Jasiel Núñez; también fue producida por Peso Pluma, George Prajin, Ernesto Fernández, Roberto "Tito" Laija y Jesús Iván Leal.

## Antecedentes y lanzamiento
Una semana antes del lanzamiento de «Rosa pastel», Peso Pluma y Eslabón Armado «hicieron historia» ya que su canción «Ella baila sola» había llegado al Billboard Hot 100, alcanzando el top 10 y marcando la primera vez que una canción regional mexicana apareciera en la lista.
El lanzamiento de «Rosa pastel», junto con el video musical que lo acompaña, marcó el lanzamiento oficial del sello discográfico de Peso Pluma, Double P Records, siendo Núñez uno de los primeros artistas firmados en el sello, junto con Tito Laija (Tito Double P) y Raúl Vega. La canción también es el primer lanzamiento bajo el sello. El 22 de junio de 2023, la canción apareció en el álbum Génesis de Peso Pluma, como primer pista del álbum.

## Letra
La letra de la canción trata sobre el uso de drogas, las luchas de la vida y el logro de la fama. En la línea "En mi cabeza siempre mi papá / Saludos pal boss que está junto a Dios", Peso Pluma recuerda a su padre sobre su reciente éxito. El título de la canción «Rosa pastel» es una referencia a la cocaína rosa y se hace referencia en la siguiente letra: "Como se dice: "mijo hagale pues" / Ahí va una onza de Rosa Pastel / Pa' que sepan que ya me enloqué".

## Rendimiento en las listas
«Rosa pastel» debutó en el puesto 93 del Billboard Hot 100 y en el número 123 del Billboard Global 200. También debutó en el puesto 19 y 20 de Mexico Songs y Hot Latin Songs, respectivamente.

## Posicionamiento en listas
| Lista (2023)                        | Mejor posición |
| ----------------------------------- | -------------- |
| EE. UU. Billboard Hot 100           | 93             |
| Global 200 (Billboard)              | 123            |
| México (Billboard)                  | 19             |
| EE. UU. Hot Latin Songs (Billboard) | 20             |